# Рафаел Мешулам
Рафаел Мешулам (на иврит: רפאל משולם) е израелски органичен химик и професор по медицинска химия в Еврейския университет в Йерусалим, Израел. Мешулам е най-известен с работата си (заедно с Y. Gaoni, C. Trips и S. Benezra) в изолирането, изясняването на структурата и пълния синтез на Δ 9 – тетрахидроканабинол, основният активен принцип на канабиса и за изолирането и идентифициране на ендогенните канабиноиди анандамид от мозъка и 2-арахидоноил глицерол (2-AG) от периферни органи, заедно със своите ученици, постдокторанти и сътрудници.

## Биография
Мешулам е роден на 5 ноември 1930 г. в София, България, в сефардско еврейско семейство. Баща му е бил лекар и ръководител на местна болница, докато майка му, която е учила в Берлин, „се радваше на живота на заможно еврейско семейство“. Той посещава „Американско училище“, докато родителите му са принудени да напуснат родния си град заради антисемитските закони и впоследствие баща му е изпратен в концентрационен лагер, от който оцелява. След превземането от комунистите на дотогава прогерманска България през 1944 г. той учи химическо инженерство, което „не харесва“. През 1949 г. семейството му имигрира в Израел, където по-късно учихимия. Той придобива първия си изследователски опит в израелската армия, работещ върху инсектициди.
Той получава магистърска степен по биохимия от Еврейския университет в Йерусалим (1952), а докторантурата му, в Weizmann Institute, Reḥovot (1958), с дисертация по химия на стероидите. След докторантура в Института Рокфелер, Ню Йорк (1959 – 60), той е в научния състав на Института Вайцман (1960 – 65), преди да се премести в Еврейския университет в Йерусалим, където става професор (1972) и Лионел Якобсън професор по медицинска химия от 1975 г. Той е ректор (1979 – 82) и проректор (1983 – 85). През 1994 г. е избран за член на Израелската академия на науките.

## Отличия и награди
- Член на Израелската академия на науките и хуманитарните науки (1994)
- Награда на Израел за точни науки – химия (2000)
- Почетен доктор на Държавния университет в Охайо (2001)
- Почетен член на Израелското дружество по физиология и фармакология (2002)
- Почетен доктор на университета Комплутенсе (2006)
- Награда NIDA Discovery (2011)
- Награда EMET за точни науки – химия (2012)
- 2012 г. Получател на наградата Ротшилд за химически науки и физически науки
- Президент на Международното общество за изследване на канабиноидите (1999 – 2000)
- Honoris causa от Университета на Гуелф (2018)

## Изследвания
Основният научен интерес на Рафаел Мешулам е химията и фармакологията на канабиноидите. Той и неговата изследователска група са успели в пълния синтез на основните растителни канабиноиди Δ 9 – тетрахидроканабинол, канабидиол, канабигерол и различни други. Друг изследователски проект, иницииран от него, доведе до изолирането на първия описан ендоканабиноид анандамид, който беше изолиран и характеризиран от двама от неговите докторанти, Lumír Ondřej Hanuš и William Devane. Друг ендогенен канабиноид, 2-AG, скоро беше открит от Шимон Бен-Шабат, един от неговите докторанти. Публикува повече от 350 научни статии.